# Rylie Green
Pour les articles homonymes, voir Green.
Rylie Green est une ingénieure biomédicale australienne qui est professeure (reader) à l'Imperial College de Londres. Elle travaille sur les polymères conducteurs bioactifs pour des applications en électronique médicale.

## Formation
Green est australienne. Elle a obtenu son doctorat en interfaces neuronales de la School of Biomedical Engineering, Université de Nouvelle-Galles du Sud (University of New South Wales, UNSW) en 2008,. Elle est restée à l'UNSW pour ses études postdoctorales, se concentrant sur les composants bioactifs et cellulaires pour l'ingénierie tissulaire .

## Recherche et carrière
Les recherches de Green se concentrent sur le développement de nouveaux matériaux polymères pour l'électronique, l'identification de biomatériaux pour la médecine régénérative et l'ingénierie bio-interfaciale pour les neuroprothèses. Elle vise à prolonger la durée de vie des dispositifs bioélectroniques tels que les yeux bioniques (en), les membres de robot (en) et l'interface cerveau-ordinateur, afin qu'ils soient efficaces tout au long de la vie d'un patient. Dans le groupe de recherche de Green, ils améliorent les propriétés mécaniques des polymères conducteurs pour les applications d'implants, développent des techniques de caractérisation et analysent le tissu neural in vitro à l' aide de techniques telles que la microscopie intravitale (en) à deux photons.
Green a rejoint l'Imperial College de Londres en 2016. En 2017, Green a reçu une subvention d'un million de livres sterling de l'Engineering and Physical Sciences Research Council (en) (EPSRC) pour explorer de nouveaux polymères pour les implants, qui encouragent l'interaction avec les nerfs environnants et empêchent le rejet dans le corps. Elle se concentrera sur les implants cochléaires et les nouveaux types d'implants oculaires bioniques. Elle collabore avec Galvani Bioelectronics et Boston Scientific.
Elle a parlé de l'amélioration des implants au Haut-commissariat australien à la Pint of Science 2017 et du thème de la biologie du Science Museum en 2018,.

## Prix et distinctions
Green était l'une des 16 candidats sur 80 à recevoir un prix Fresh Science en 2010, qui récompense les futurs scientifiques dans toute l'Australie,. Dans le cadre du prix, elle a présenté son travail sur les bioplastiques conducteurs au Musée de Melbourne.
Green a également reçu la bourse Rudolf Cimdins de la Société européenne pour les biomatériaux (en), qui couvre les frais d'inscription pour assister à la conférence annuelle de la société,.
En 2017, Green a remporté le Suffrage Science Women in Science Award, qui récompense les réalisations scientifiques et la capacité d'inspirer les autres.

## Publications (sélection)
- (en) Laura Poole-Warren, Nigel Lovell, Sungchul Baek et Rylie Green, « Development of bioactive conducting polymers for neural interfaces », Expert Review of Medical Devices, Informa, vol. 7, no 1,‎ 1er janvier 2010, p. 35-49 (ISSN 1743-4440 et 1745-2422, OCLC 475164130, PMID 20021239, DOI 10.1586/ERD.09.58).
- (en) Rylie Green et Mohammad Reza Abidian, « Conducting Polymers for Neural Prosthetic and Neural Interface Applications », Advanced Materials, Allemagne, Wiley-Blackwell, vol. 27, no 46,‎ 28 septembre 2015, p. 7620-7637 (ISSN 0935-9648 et 1521-4095, PMID 26414302, PMCID 4681501, DOI 10.1002/ADMA.201501810).
- (en) Rachelle T Hassarati, Helder Marcal, L John, R Foster et Rylie A Green, « Biofunctionalization of conductive hydrogel coatings to support olfactory ensheathing cells at implantable electrode interfaces », Journal of Biomedical Materials Research Part B, Wiley, vol. 104, no 4,‎ 6 août 2015, p. 712-722 (ISSN 1552-4973, 1552-4981, 0021-9304 et 1097-4636, OCLC 776194477, PMID 26248597, DOI 10.1002/JBM.B.33497).